# Бисер Бонев
Бисер Бисеров Бонев (роден на 4 юни 2003 г.) е български футболист, който играе на поста атакуващ полузащитник. Състезател на Крумовград.

## Кариера
Родом от Русе, Бонев започва своята юношеска кариера в отбора на Аристон. През 2017 г. е привлечен в школата на Ботев (Пловдив).
Прави своя професионален дебют за пловдивския клуб на 14 юни 2020 г. при загубата с 2:1 като гост на Лудогорец.